# 야니네 바이겔
야니네 바이겔 (본명: Jannine Parawie Weigel, 야니네 파라와이 바이겔, 태국명: 플로이촘푸, 태국어: พลอยชมพู, 아티스트 이름: Jannina W, 2000년 7월 30일 ~ )은 독일인 아버지와 태국인 어머니 사이에서 태어난 태국의 배우, 싱어송라이터이다.
독일 출생이며 2010년 7월까지 독일에 살다가 태국으로 이주를 하였다. 이후 2015년 태국에서 음반 ชักดิ้นชักงอ 로 데뷔하였으며 대표곡으로는 "ปลิว" 등이 있다.

## 언어
- 태국어

- "네이티브 스피커 (태국)" 
 우수한 태국어 기술: 듣기, 말하기, 읽기, 쓰기
- 독일어

- "네이티브 스피커 (독일)" 
 우수한 독일어 능력: 듣기, 말하기, 읽기, 쓰기
- 영어

- "영어는 어느정도로 한다" 
 능숙한 영어 실력: 듣기, 말하기, 읽기, 쓰기
- 중국어

- 부족하지만 중국어도 말할 수 있다. (그녀는 매주 일요일 중국어 수업에 참석한다.)
- 한국어

- 현재, 따로 한국어를 공부하고 있다. (그녀는 K-Pop을 좋아한다.)

## 활동

### 음악 활동
- 활동

-แตกต่างเหมือนกัน [ZEED VERSION] - Getsunova Feat. พลอยชมพู,เอิ๊ต ภัทรวี, See Scape (2015년도)Zeed 행사로 밴드 잠시 활동
- 데뷔곡

-ชักดิ้นชักงอ 태국 팝 (2015년에 출신) 
 -Genesis - EP 팝 (2015년도에 출신) 글로벌 가수
- VOLG JOU HART (Follow Your Heart) (2015년) (มาลี เพื่อนรัก..พลังพิสดาร OST) 드라마 OST
- เธอเดินเข้ามา (2015년) (รุ่นพี่의 OST) 첫 영화의 OST
- เพราะเราคู่กัน (We belong together) (2016년) (Deedo Fruitku Commercial OST) 홍보대사 모델
- 첫 번째 싱글 "ปลิว(Away)" (2016년에 출신)
- 그 외에 커버송 활동
- 미국 데뷔 싱글 "FINISH LINE" (2016년도에 출신)

### M/V
- ไกลแค่ไหน คือ ใกล้ - getsunova (2012년도)에 첫 뮤직
- แตกต่างเหมือนกัน [ZEED VERSION] - Getsunova Feat. พลอยชมพู,เอิ๊ต ภัทรวี, See Scape (2015년도)Zeed 행사로 밴드 잠시 활동
- ชักดิ้นชักงอ (2015년도)첫 데뷔 노래의 뮤직
- VOLG JOU HART (Follow Your Heart) (2015년도) (มาลี เพื่อนรัก..พลังพิสดาร
- (Genesis-EP) Pluto (2015년도) 글로벌 송 뮤직
- (Genesis-EP) Still Your Girl (2015년도) 글로벌 송 뮤직
- เธอเดินเข้ามา (2015년도) (รุ่นพี่의 OST) 첫 영화의 뮤직
- (Genesis-EP) Shotgun (2015년도) 글로벌 송 뮤직
- (Genesis-EP) Guard Your Heart (2015년도) 글로벌 송 뮤직
- เพราะเราคู่กัน(We belong together) (2016년도) Deedo Fruitku Commercial 홍보대사 뮤직
- ปลิว(Away) (2016년도) 첫 번째 싱글 뮤직

### 영화
- 쇼트 필림

- 2012년 "Mass Suicide"(호러) 처음으로 쇼트 필림 찍음. 
 - 2015년 "อมยิ้ม"(드라마) 드라마 형식으로 쇼트 필림 찍음. (여주인공)
- 영화 데뷔작

- 2015년 รุ่นพี่(호러)(Runpee) 여주인공으로 데뷔함.

### 드라마
- 드라마 데뷔작

- 2015년 บัลลังก์เมฆ(Ban Lung Mek) 드라마 데뷔함.

## 신체
- 높이 및 무게: 163cm, 44kg. (2013년 11월 30일 기준)

## 학력
- 2003년에서 2006년 사이 : Kingergarden Saint Martin, 스타 인 푸르트 독일

- 2006년에서 2010년 사이 : 학교: Regenbogenschule, 스타 인 푸르트 독일

- 2010년에서 2012년 사이 : 홈 스쿨링 (대학원 5-6), 태국

- 2011년에서 20XX년 사이 : (올해 2013년, 그녀는 1년 앞서 프로그램을 공부하고 있었다) Sukhothaithammathirat 대학에서 프로그램 자격증 공부를 시작했다. 그녀는 2017년에 자격증을 따 끝낼 계획이다.

- 2012년에서 2013년 사이 : 원격 교육 연구소 (태국) 그녀는 2014년 3월 9학년을 마무리한다.

- 2014년에서 2015년 사이 : 이것은 그녀가 앞으로 할 계획 입니다: 그녀는 시험 "중등 교육의 국제 일반 증명서"(IGCSE)에 참여할 것이고 만일 성공하면 그녀는 끝 마친다.

- 2015년 초에 고등학교 입학했다.

## 매거진
- 2016년 태국 매거진 "HAMBURGER MAGAZINE"
- 2016년 "BUZZ MAGAZINE"

## 홍보대사
- 2003년 prakanchiwit 모델
- 2003년 SwensenS 모델
- 2011년 KFC 모델
- 2015년 nom fo mot 모델
- 2015년 bami kueng samretrup yam yam rot mu sap 모델
- 2015년 motoesai YAMAHA TTX 모델
- 2015년 2월 'ZEED SIM 행사' 밴드 가수
- 2015년 YAMAHA Fino 125 (DJ PUSH)와 공동 모델
- 2015년 doro som chai 모델
- 2015년 lae khata soi 모델
- 2016년 2월 'Deedo Fruitku Commercial' 모델
- 2016년 2월 OPPO F1 (Tor Hormones)와 공동 모델

## 경력
- 모델 에이전트 (2010~2012)
- GMM Grammy 소속 White Music Label사 (2012~2015)
- 유튜브 (Youtube)활동 (2012~활동중)
- GMM Grammy MBO Teen Entertainment Community 소속 (2015~활동중)

## 역사
2010년부터 Jannina W는 모델 에이전시를 통해 엔터테인먼트 사업에 들어갔다. 그녀는 광고를 찍고 또한 미인(어린이)대회도 참여했다.
그녀는 11세 때, 그녀는 모델에서 가수로 꿈의 방향을 변경했다. 그녀는 3개월 동안 혼자 강렬하게 노래 공부를 시작하고 잘 알려진 태국 TV 프로그램 "아이 노래"의 노래 대회에 참가해서 태국 전국에 방송을 탔다. 그리고 그녀는 이 대회에서 (10,000명이상의 아이들)에서 3위를 차지했다.
2012년 4월 방송중 "노래 키즈"라는 프로그램에 그녀가 첫 등장 후, 그녀는 GMM Grammy로부터 연락이 왔다.
2012년 9월에, 그녀는 태국 커버 노래"얼마나 멀리 가까이 다가가거나 얼마나 가깝다."(ไกลแค่ไหนคือใกล้) Getsunova에 의해 짧은 시간에 큰 인기를 탔다.
2012년 10월 이후, 그녀는 GMM Grammy의 예술가가 되었다.
그녀는 2012년 11월 이후 전문 보컬 트레이너와 함께 노래도 부르고 안무 연습도 했다, 연기 및 기타 수업도 했다.
그녀가 노래를 사랑하기 때문에, 그녀의 팬들과 연락을 유지하기위한 자신의 "유튜브"채널 (Jannina W)를 만들었다. 지금은 Jannine Weigel로 채널명이 바뀌었다.
그로 후부터 그녀는 여러 커버송 영상을 올리고 큰 인기를 타 글로벌 가수가 됐다.

## 수상 내역
| 수상 이름                                               | 년도       |
| ------------------------------------------------------- | ---------- |
| 태국 Singing Kids 프로그램에 3위를 차지했다             | 2012년     |
| 태국 제 25회 Suphannahong Awards "Original Best Song상" | 2016       |
| 태국의 교육부 장관에 그녀의 명예의 인증서를 받았다.     | 2016년 1월 |
| 제 17회 십대 선택상 2015 최고 조회 스타                 |            |

## 광고
- ZEED SIM
- Deedo Fruitku Commercial
- OPPO F1 폰광고
- Disney Asia (Dream Big, Princess) 신데렐라 모델